# Brueelia
Genre
Synonymes
- Allobrueelia Eichler, 1951[1]
- Allonirmus Zlotorzycka, 1964[1]
- Bruelia Kéler, 1936[1]
- Corvonirmus Eichler, 1944[1]
- Nigronirmus Zlotorzycka, 1964[1]
- Olivinirmus Zlotorzycka, 1964[1]
- Serininirmus Coler-Cruz & al., 1987[1]
- Spironirmus Zlotorzycka, 1964[1]

Brueelia est un genre de poux de la famille des Philopteridae, que l'on rencontre principalement sur les oiseaux.

## Systématique
Le genre Brueelia a été créé en 1936 par Stefan Kéler (d) avec pour espèce type Brueelia rossitensis et en l'orthographiant Brüelia, graphie qui sera rectifiée par la suite.

## Liste d'espèces
Selon  Species File (23 juin 2021) :
- Brueelia abbasi Carriker, 1956
- Brueelia abrupta (Osborn, 1896)
- Brueelia acuminata Cicchino, 1982
- Brueelia acutangulata (Piaget, 1880)
- Brueelia addoloratoi Cicchino, 1986
- Brueelia affinis Carriker, 1963
- Brueelia afzali Ansari, 1957
- Brueelia albida (Rudow, 1869)
- Brueelia albiventris (Carriker, 1963)
- Brueelia alexandrii Eichler, 1953
- Brueelia altaica Mey, 1982
- Brueelia amazonae Stafford, 1943
- Brueelia americana Cicchino & del Carmen Castro, 1996
- Brueelia amsel (Eichler, 1951)
- Brueelia anamariae Cicchino, 1980
- Brueelia angulata (Piaget, 1880)
- Brueelia angustifrons (Carriker, 1902)
- Brueelia annae (Zlotorzycka & Eichler, 1984)
- Brueelia antennatus Ansari, 1956
- Brueelia antimarginalis Eichler, 1951
- Brueelia antiqua Ansari, 1956
- Brueelia anumbii Cicchino, 1981
- Brueelia apiastri (Denny, 1842)
- Brueelia argentina Cicchino, 1981
- Brueelia argula (Burmeister, 1838)
- Brueelia astrildae Tendeiro & Mendes, 1994
- Brueelia atherae Ansari, 1957
- Brueelia athertona Williams, 1981
- Brueelia atricapilla Cicchino, 1983
- Brueelia audax (Kellogg, 1899)
- Brueelia avinus Ansari, 1956
- Brueelia badia Cicchino & del Carmen Castro, 1996
- Brueelia balati (Kristofik, 1999)
- Brueelia bicurvata (Piaget, 1880)
- Brueelia biguttata (Kellogg & Paine, 1914)
- Brueelia biocellata (Piaget, 1880)
- Brueelia bisetacea (Piaget, 1885)
- Brueelia blagovescenskyi Balat, 1955
- Brueelia boae Cicchino & del Carmen Castro, 1996
- Brueelia bonariensis Cicchino & del Carmen Castro, 1996
- Brueelia borini Lunkaschu, 1970
- Brueelia brachythorax (Giebel, 1874)
- Brueelia brasiliensis (Giebel, 1866)
- Brueelia breueri Balat, 1955
- Brueelia brevipennis Ansari, 1956
- Brueelia brevipes (Piaget, 1880)
- Brueelia brueliodes Ansari, 1956
- Brueelia brunneinucha Cicchino, 1983
- Brueelia buettikeri (Eichler, 1953)
- Brueelia bullockoda Williams, 1981
- Brueelia busharae Ansari, 1955
- Brueelia calandrellae Fedorenko, 1975
- Brueelia callaeincola Valim & Palma, 2015
- Brueelia cambayensis Ansari, 1955
- Brueelia capitus Ansari, 1955
- Brueelia carrikeri Ansari, 1955
- Brueelia cedrorum (Piaget, 1880)
- Brueelia chayanh Ansari, 1955
- Brueelia chelydensis Hopkins, 1951
- Brueelia chiguanca Cicchino, 1986
- Brueelia chilchil Ansari, 1955
- Brueelia chrysomytris (Blagoveshtchensky, 1940)
- Brueelia clayae Ansari, 1956
- Brueelia concavus (Eichler, 1956)
- Brueelia conciceps (Piaget, 1880)
- Brueelia conocephalus (Blagoveshtchensky, 1940)
- Brueelia corydalla Timmermann, 1950
- Brueelia cruciata (Burmeister, 1838)
- Brueelia cruscula (Carriker, 1963)
- Brueelia cubana Cicchino, 1983
- Brueelia cucullata Cicchino, 1982
- Brueelia currucae Bechet, 1961
- Brueelia cyanae Carriker, 1963
- Brueelia cyclothorax (Burmeister, 1838)
- Brueelia daumae (Clay, 1936)
- Brueelia decumana Cicchino & del Carmen Castro, 1996
- Brueelia deficiens (Piaget, 1885)
- Brueelia delicata (Nitzsch, 1866)
- Brueelia densilimba (Nitzsch, 1866)
- Brueelia diaprepes (Kellogg & Chapman, 1902)
- Brueelia dicruri Ansari, 1955
- Brueelia docilis Ansari, 1956
- Brueelia docophoroides (Piaget, 1885)
- Brueelia domestica (Kellogg & Chapman, 1899)
- Brueelia dorsale Williams, 1983
- Brueelia ductilis (Kellogg & Chapman, 1899)
- Brueelia effronte Ansari, 1956
- Brueelia eichleri Lakshminarayana, 1969
- Brueelia elbeli Ansari, 1957
- Brueelia embernagrae Cicchino & del Carmen Castro, 1980
- Brueelia emersoni Cicchino & del Carmen Castro, 1996
- Brueelia erythropteri (Piaget, 1885)
- Brueelia eustigma (Kellogg, 1896)
- Brueelia exigua (Nitzsch, 1866)
- Brueelia ferianci Balat, 1955
- Brueelia flinti Cicchino & del Carmen Castro, 1996
- Brueelia fulmeki Eichler, 1957
- Brueelia fuscopleura (Blagoveshtchensky, 1951)
- Brueelia galapagensis (Kellogg & Kuwana, 1902)
- Brueelia ginginianus Ansari, 1955
- Brueelia glandarii (Denny, 1842)
- Brueelia glizi Balat, 1955
- Brueelia gobiensis Mey, 1982
- Brueelia goertae Dalgleish, 1971
- Brueelia goniocotes (Piaget, 1885)
- Brueelia goniodes (Piaget, 1880)
- Brueelia gracilis (Burmeister, 1838)
- Brueelia grandalae (Clay, 1936)
- Brueelia guatemalensis Dalgleish, 1971
- Brueelia gulabitilyar Ansari, 1955
- Brueelia guldum Ansari, 1955
- Brueelia haftorni (Balat, 1981)
- Brueelia hamatofasciata (Piaget, 1890)
- Brueelia hectica (Nitzsch, 1866)
- Brueelia hopkinsi Ansari, 1956
- Brueelia humphreyi Oniki & Emerson, 1982
- Brueelia husaini Ansari, 1956
- Brueelia iliaci (Denny, 1842)
- Brueelia ilmasae Ansari, 1956
- Brueelia immaculata (Piaget, 1890)
- Brueelia imponderabilica Eichler, 1954
- Brueelia impressifrons Ansari, 1956
- Brueelia incerta Cicchino, 1983
- Brueelia indonesiana Eichler, 1947
- Brueelia infrequens (Carriker, 1902)
- Brueelia infuscata Cicchino, 1979
- Brueelia interposita (Kellogg, 1899)
- Brueelia jacobi Eichler, 1951
- Brueelia juno (Giebel, 1874)
- Brueelia keleri Carriker, 1963
- Brueelia kistiakowskyi Fedorenko, 1975
- Brueelia kluzi Balat, 1955
- Brueelia koslovae (Clay, 1936)
- Brueelia kratochvili Balat, 1958
- Brueelia lais (Giebel, 1874)
- Brueelia laticeps (Piaget, 1888)
- Brueelia latifasiata (Piaget, 1880)
- Brueelia leucocephala (Nitzsch, 1866)
- Brueelia limbata (Burmeister, 1838)
- Brueelia limpidus (Mey, 1982)
- Brueelia locustellae Fedorenko, 1975
- Brueelia lonchurae Tendeiro & Mendes, 1994
- Brueelia longa (Kellogg, 1896)
- Brueelia longiabdominalis (Eichler, 1949)
- Brueelia longifrons Carriker, 1956
- Brueelia longipes (Piaget, 1880)
- Brueelia longisternus Ansari, 1956
- Brueelia lullulae Bechet, 1961
- Brueelia magellanica Cicchino, 1986
- Brueelia magnini Ansari, 1956
- Brueelia mahrastran Ansari, 1956
- Brueelia marcoi Cicchino & del Carmen Castro, 1996
- Brueelia marginata (Burmeister, 1838)
- Brueelia marginella (Nitzsch, 1866)
- Brueelia matvejevi Balat, 1981
- Brueelia mauroi Cicchino & del Carmen Castro, 1996
- Brueelia mediterranea Cicchino, 1981
- Brueelia meinertzhageni Ansari, 1956
- Brueelia melanococa (Carriker, 1903)
- Brueelia melanocoryphae Bechet, 1966
- Brueelia menuraelyrae (Coinde, 1859)
- Brueelia merulensis (Denny, 1842)
- Brueelia mimas Cicchino & del Carmen Castro, 1996
- Brueelia minor Lunkaschu, 1970
- Brueelia mirabile Carriker, 1963
- Brueelia modularis (Piaget, 1880)
- Brueelia mollii Ansari, 1957
- Brueelia mongolica Mey, 1982
- Brueelia moreli Ansari, 1957
- Brueelia moriona Carriker, 1956
- Brueelia multipunctata (Clay, 1936)
- Brueelia munda (Nitzsch, 1866)
- Brueelia munia Ansari, 1955
- Brueelia museiberolinensis (Eichler, 1957)
- Brueelia myiophoneae (Clay, 1936)
- Brueelia nawabi Ansari, 1957
- Brueelia nebulosa (Burmeister, 1838)
- Brueelia neoatricapillae Price, Hellenthal, Palma, Johnson & Clayton, 2003
- Brueelia neoeichleri Price, Hellenthal, Palma, Johnson & Clayton, 2003
- Brueelia neotropicalis (Carriker, 1963)
- Brueelia nesiotes (Kellogg & Mann, 1912)
- Brueelia nigrosignata (Piaget, 1880)
- Brueelia nipalensis Ansari, 1956
- Brueelia niquitaoi Carriker, 1963
- Brueelia nitzschi von Kéler, 1938
- Brueelia nivalis (Giebel, 1874)
- Brueelia niveus Ansari, 1956
- Brueelia novofacies Ansari, 1956
- Brueelia nuda (Giebel, 1879)
- Brueelia olivacea (Burmeister, 1838)
- Brueelia ornatissima (Giebel, 1874)
- Brueelia oudhensis Ansari, 1956
- Brueelia ovalis (Neumann, 1890)
- Brueelia oxypyga (Giebel, 1874)
- Brueelia pagodarum Ansari, 1955
- Brueelia pakistanaise Ansari, 1955
- Brueelia pallida (Piaget, 1880)
- Brueelia pallidula (Harrison, 1916)
- Brueelia papuana (Giebel, 1879)
- Brueelia paraboliceps (Piaget, 1880)
- Brueelia parabolocybe (Carriker, 1903)
- Brueelia parae Ansari, 1955
- Brueelia paratricapillae Price, Hellenthal, Palma, Johnson & Clayton, 2003
- Brueelia parviguttata (Blagoveshtchensky, 1940)
- Brueelia pelikani Balat, 1958
- Brueelia pengya (Ansari, 1947)
- Brueelia peninsularis (Kellogg, 1899)
- Brueelia perforata (Zlotorzycka, 1964)
- Brueelia perisoreus Ansari, 1956
- Brueelia persimilis Cicchino, 1987
- Brueelia perwienae Ansari, 1957
- Brueelia picturata (Osborn, 1896)
- Brueelia piechockii Mey, 1982
- Brueelia plocea (Lakshminarayana, 1968)
- Brueelia pointu Ansari, 1955
- Brueelia propinqua (Giebel, 1874)
- Brueelia pseudopicturata Cicchino, 1986
- Brueelia ptiliogonis (Carriker, 1903)
- Brueelia punjabensis (Ansari, 1947)
- Brueelia pyrrhularum Eichler, 1954
- Brueelia quadrangularis (Rudow, 1869)
- Brueelia rhamphocelii Cicchino, 1983
- Brueelia rhinocichlae (Eichler, 1957)
- Brueelia rhipidura (Thompson, 1941)
- Brueelia rosickyi Balat, 1955
- Brueelia rossitensis von Kéler, 1936
- Brueelia rotundata (Osborn, 1896)
- Brueelia rotundifrons Cicchino, 1981
- Brueelia rotundifrontalis (Eichler, 1949)
- Brueelia ruficapilla Cicchino, 1990
- Brueelia saghirae Ansari, 1955
- Brueelia saliemi Ansari, 1957
- Brueelia sallei Carriker, 1963
- Brueelia saltatora Carriker, 1956
- Brueelia satelles (Nitzsch, 1866)
- Brueelia sayacae Cicchino, 1982
- Brueelia schistacea Cicchino, 1983
- Brueelia scotocercae (Blagoveshtchensky, 1951)
- Brueelia sehri Ansari, 1955
- Brueelia semiannulata (Piaget, 1883)
- Brueelia setifer (Piaget, 1885)
- Brueelia sexmaculata (Piaget, 1880)
- Brueelia sexytanum (Soler Cruz, Benitez Rodriquez, Florido Navio & Munoz Parra, 1987)
- Brueelia sibirica Mey, 1982
- Brueelia similis Cicchino, 1986
- Brueelia solitaria Cicchino, 1990
- Brueelia stadleri Eichler, 1954
- Brueelia stenozona (Kellogg & Chapman, 1902)
- Brueelia sternotransversa Ansari, 1956
- Brueelia sternotypicus Ansari, 1956
- Brueelia straminea (Denny, 1842)
- Brueelia stresemanni (Clay, 1936)
- Brueelia subacuta (Piaget, 1880)
- Brueelia subis (Carriker, 1963)
- Brueelia subtilis (Nitzsch, 1874)
- Brueelia tasniemae Ansari, 1957
- Brueelia taulis Eichler, 1956
- Brueelia tenuis (Burmeister, 1838)
- Brueelia tersinae Cicchino, 1982
- Brueelia theresae Ansari, 1957
- Brueelia tovornikae (Balat, 1981)
- Brueelia trinidadensis Cicchino & del Carmen Castro, 1996
- Brueelia tristis (Giebel, 1874)
- Brueelia trithorax (Burmeister, 1838)
- Brueelia turdinulae Ansari, 1956
- Brueelia uncinosa (Burmeister, 1838)
- Brueelia vaneki Balat, 1981
- Brueelia varia (Burmeister, 1838)
- Brueelia variegata Ansari, 1957
- Brueelia ventratum Ansari, 1956
- Brueelia violacea Carriker, 1963
- Brueelia virgata (Kellogg, 1899)
- Brueelia viscivori (Denny, 1842)
- Brueelia vulgata (Kellogg, 1896)
- Brueelia weberi Balat, 1982
- Brueelia xanthocephali (Osborn, 1896)
- Brueelia xanthocollis Ansari, 1955
- Brueelia xilitla Carriker, 1954
- Brueelia zavattariornis Ansari, 1956
- Brueelia zeropunctata Ansari, 1957
- Brueelia zohrae Ansari, 1956
- Brueelia zootherae (Clay, 1936)

## Publication originale
- (de) Von S. Kéler, « Über einige Mallophagen aus Rossitten », Arbeiten über Morphologische und Taxonomische Entomologie aus Berlin-Dahlem, vol. 3, no 4,‎ 1936, p. 256–264 (ISSN 0256-209X, OCLC 478944799, lire en ligne).